# Municipio de Henderson (Míchigan)
El municipio de Henderson (en inglés: Henderson Township) es un municipio ubicado en el condado de Wexford en el estado estadounidense de Míchigan. En el año 2010 tenía una población de 163 habitantes y una densidad poblacional de 1,74 personas por km².

## Geografía
El municipio de Henderson se encuentra ubicado en las coordenadas 44°12′45″N 85°37′55″O / 44.21250, -85.63194. Según la Oficina del Censo de los Estados Unidos, el municipio tiene una superficie total de 93.8 km², de la cual 93,79 km² corresponden a tierra firme y (0 %) 0 km² es agua.

## Demografía
Según el censo de 2010, había 163 personas residiendo en el municipio de Henderson. La densidad de población era de 1,74 hab./km². De los 163 habitantes, el municipio de Henderson estaba compuesto por el 100 % blancos. Del total de la población el 0 % eran hispanos o latinos de cualquier raza.